# Luis Gambardella
Luis Gambardella ist ein uruguayischer Politiker.
Gambardella gehört der Partido Colorado an. Er saß als stellvertretender Abgeordneter für das Departamento Treinta y Tres in der 35. Legislaturperiode vom 8. Februar 1950 bis zum 14. Februar 1951 in der Cámara de Representantes.